# Domenico Antonio Basile
Domenico Antonio Basile (ur. 26 sierpnia 1952 w Vibo Valentia) – włoski polityk, inżynier, od 2008 do 2009 poseł do Parlamentu Europejskiego.

## Życiorys
Z wykształcenia inżynier, w 1978 uzyskał kwalifikacje zawodowe.
Na początku lat 80. zaangażował się w działalność Włoskiego Ruchu Socjalnego (MSI), należał następnie do Sojuszu Narodowego (AN), z którym przystąpił do Ludu Wolności.
Od 1983 był radnym miejskim w Vibo Valentia, od 1997 do 1998 pełnił funkcję asesora w miejskich władzach. W latach 1994–1996 zasiadał w Izbie Deputowanych XII kadencji. Od 2002 do 2005 był asesorem ds. środowiska w rządzie regionalnym Kalabrii.
W czerwcu 2008 objął mandat posła do Parlamentu Europejskiego VI kadencji. Należał do Grupy Unii na rzecz Europy Narodów, pracował m.in. w Komisji Kultury i Edukacji. W PE zasiadał do lipca 2009.